# Долгорукова, Екатерина Александровна
Княгиня Екатерина Александровна Долгорукова (урождённая графиня Бутурлина; 1750 — декабрь 1811) —  статс-дама русского императорского двора, благотворительница, супруга князя Ю. В. Долгорукова, генерал-аншефа и военного губернатора Москвы.

## Биография
Младшая дочь генерал-фельдмаршала графа Александра Борисовича Бутурлина от его брака с княжной Екатериной Борисовной Куракиной. 
В 1766 году она участвовала в известном «каруселе» (забытый светский ритуал пришедший в XVII веке на смену рыцарским турнирам), на котором получила второй приз; тогда же между ней и князем Юрием Долгоруковым возникло чувство, связавшее их навсегда. Они не имели права венчаться, так как состояли в родстве: брат князя Юрия Владимировича, князь Василий Владимирович, с 1763 года был женат на родной сестре Екатерины Александровны княгине Варваре Александровне (1742—1784). Тем не менее в 1774 году они тайно повенчались, что позднее повлекло за собою большие для них неприятности. 
Обе пары жили дружно. Детей своих Юрий Владимирович записывал на имя брата Василия Владимировича, а Варвара Александровна даже имитировала беременность (своих детей у неё не было). Когда брат и невестка умерли, князь Долгоруков стал упорно ходатайствовать о признании его брака действительным, а рожденных в этом браке детей — законными; в конце концов Священный синод и Екатерина II уважили его просьбу; но eгo детям было велено называться «Долгоруковыми» в отличие от всей родни, придерживавшейся тогда начертания «Долгорукие». 
В день коронования российского императора Павла І княгиня Екатерина Александровна Долгорукова была возведена в звание «действительной статс-дамы» (5 апреля 1797 года) и кроме того ей были пожалованы знаки ордена Святой Екатерины меньшего креста. 
При русском дворе она никогда не имела большой роли, но в московском обществе пользовалась большим почётом и влиянием, которые употребляла на благотворительные дела. 
Княгиня Екатерина Александровна Долгорукова скончалась в декабре 1811 года. Похоронена в селе Никольское-Архангельское Московского уезда, в нижнем храме возле иконы Николы Чудотворца.
В браке у неё родились сын Василий и дочь Варвара.